# Ignacio Carrión
Ignacio Carrión Hernández (San Sebastián, 1938-Valencia, 8 de octubre de 2016) fue un periodista, redactor y escritor español. En 1995 ganó el Premio Nadal por su novela Cruzar el Danubio, una reflexión crítica sobre el periodismo.

## Biografía
Ignacio Carrión nació en San Sebastián (Guipúzcoa) en 1938  «por accidente bélico». Su familia procedía de Valencia. Su abuelo materno era banquero y terrateniente y su padre, hijo del cuerpo de la Guardia Civil, por lo que se ha definido como «resultado de un desequilibrio social». Estudió Periodismo en la Universidad de Valencia, ciudad en la que regentó durante la dictadura franquista la librería Lope de Vega. Fue redactor de la Agencia Efe en Londres, jefe de Información en el semanario Blanco y Negro, corresponsal del diario ABC en Londres y corresponsal de Cambio 16 y, después, de Diario 16 en Washington. Por último, fue enviado especial del diario El País por todo el mundo, hasta el año 2003. Colabora en la sección de libros en Le Monde Diplomatique, edición en español, Revista de Occidente y Pasajes del Pensamiento Contemporáneo (Universidad de Valencia). Divorciado y padre de tres hijos, desde 1994 estuvo casado con Chus Duato. Falleció el 8 de octubre de 2016 como consecuencia de un cáncer de pulmón.

## Obras
Ignacio Carrión fue autor de cuatro libros de relatos: Klaus ha vuelto. Diario de un vendedor de Olivos en Manhattan. Pobres mujeres. Desde Cabo de Gata. Y de cinco novelas: El Milagro. Cruzar el Danubio. Desahucio. Tomates para mi viejo (2012) en formato electrónico.
En 2007 publicó su Diario íntimo, La hierba crece despacio (1961-2001), cuyos manuscritos están en la Biblioteca de Humanidades de la Universidad de Valencia, y de los que únicamente vio la luz un 15 por ciento de la totalidad de lo escrito. La publicación del Diario encendió los ánimos de bastantes políticos, artistas o intelectuales que se vieron retratados en sus páginas. Esta obra, inesperada e infrecuente por su dureza en la sociedad española, sería silenciada, cuando no calificada como libro maldito, por la mayor parte de la Prensa.  
Cruzar el Danubio mereció  en 1995 el Premio Nadal de novela concedido por Ediciones Destino. La acción de esta novela, una crítica sarcástica del periodismo español de la época, transcurre en España, Austria, Francia, India y los Estados Unidos. 
Carrión publicó un volumen de Cartas de los niños españoles al Rey, Querido señor Rey, que fue prohibido por el primer gobierno de la monarquía, y otro similar de cartas a Dios, Querido señor Dios. Fue también autor de un ensayo sobre el sentir de los hombres, Alabado sea yo (Temas de Hoy, 1998),  y de una recopilación de reflexiones o aforismos titulada Pocket Diary. 
Escribió tres libros de viajes: De Moscú a Nueva York (1989), con ilustraciones de Alfredo. India, vagón 14-24 (Rey Lear 2008) y Madrid, ombligo de España (1977), así como de un gran reportaje, Buscando a Marilyn (Rey Lear 2008), que fue escrito a lo largo de un viaje de costa a costa por los EE. UU. en 1987.
En marzo de 2012, sus tres primeros libros fueron digitalizados por Amazon, lo mismo que una novela inédita titulada Tomates para mi viejo, en la que se entrecruzan las vidas de tres generaciones en un escenario único, sacudido por la crisis económica que castiga a España.
En octubre de 2008 publicó en el editorial Rey Lear un libro de relatos titulado "Pobres mujeres". En junio de 2014, publicó sus Diarios 2001-2005 bajo el título Molestia aparte. En octubre del mismo año vio la luz "Molestia aparte II" (Diarios 2006-2010). En octubre de 2015 publicó en la editorial Renacimiento Cartas a Lola desde USA y en abril de 2016 publica en la editorial Renacimiento Diarios (2011-2015). Póstumamente (2018) apareció la última entrega de sus diarios, Diario último (2016), editado también en Sevilla por la editorial Renacimiento.